# Antoine Aigon
Antoine Aigon, ou Antonin Aigon, né le 10 février 1837 à Montpellier et mort le 3 décembre 1884 à Paris est un sculpteur français.
Il est connu pour ses sculptures animalières.

## Biographie
Lorsqu'il vient à Paris, Antoine Aigon est élève de Pierre Louis Rouillard et s'adonne à l'étude des animaux,. Il débute au Salon de 1867 avec Alouette prise au piège.
Le 20 janvier 1866, alors domicilié à Paris, avec sa mère, dans le 12e arrondissement, il épouse Marie Eléonore Chaumont dans le 1er arrondissement.
Antoine Aigon est inhumé à Paris au cimetière du Père-Lachaise (95e division), sa sépulture est ornée de son portrait en médaillon sculpté par E. Lecer.

## Œuvres
- Alouette prise au piège, Salon de 1867, plâtre[5].
- Nature morte, Salon de 1868, bronze argenté[5].
- L'Embuscade d'après Le Chat et un vieux rat de Jean de La Fontaine, Salon de 1869, bas-relief en plâtre[5].
- Le Coup double, canards blessés, Salon de 1869, groupe en plâtre[5].
- Chat sauvage et faisan, Salon de 1870, groupe en plâtre[5].
- Le Coup double, Salon de 1877, groupe en bronze[5].
- Chat sauvage et faisan, Salon de 1878, groupe en bronze[5], Montpellier, musée Fabre[6].